# Microfibrillas
Las microfibrillas son proteínas cilíndricas casi rectas formadas por fibrilina, que se hallan en las células y en la matriz extracelular.  Estos cilindros tienen un diámetro aproximado de 250 Å y son bastante largos. También son algo tiesos y comunican cierta rigidez a las partes de la célula y de la matriz en las que se hallan localizadas.

## Estructura
Las Microfibrillas (MCF) son componentes de la matriz extracelular, están constituidas por las proteínas denominadas fibrilinas. 

Las microfibrillas en forma de cuentas, similares a las que se encuentran en los vertebrados, también se encuentran en organismos invertebrados, incluidos el pepino de mar, la langosta de mar y la medusa.

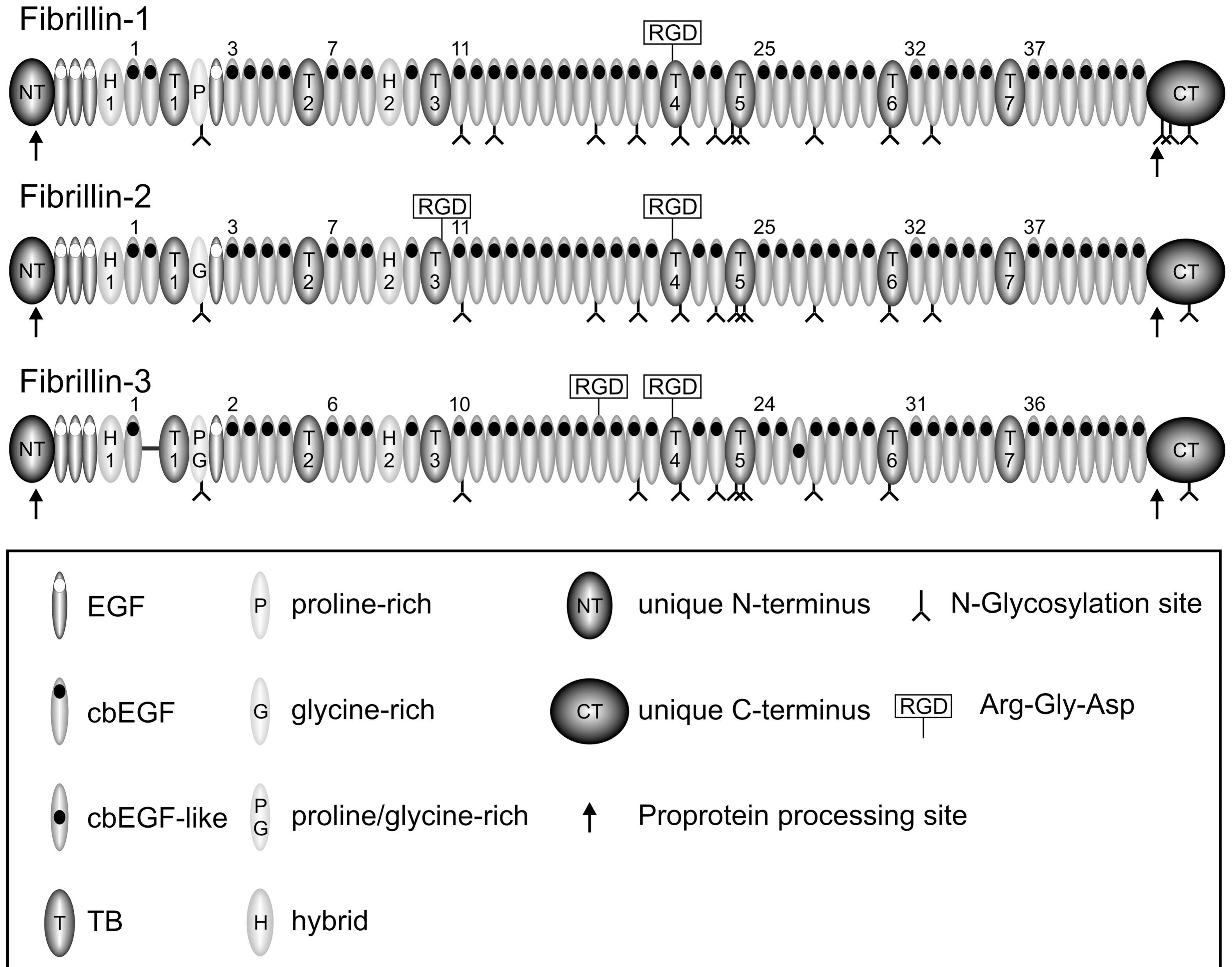
Fibrilinas, las proteínas que componen las microfibrillas.

Las MCF son elementos esenciales para la integridad de las fibras elásticas.

## Fisiología
Las fibrilinas tienen un número discreto de motivos Arg-Gly-Asp (RGD) para la unión de integrinas, que son importantes para la adhesión celular y la producción normal de la ECM. 
Después de la secreción, las pro-fibrilinas se multimerizan en la superficie celular para ensamblarse en microfibrillas, este proceso está mediado por los proteoglicanos de heparán sulfato (HSPG) de la superficie celular. 
La multimerización adicional se inicia por la escisión de los pro-péptidos C-terminales y N-terminales por furina. Las FBN forman interacciones mediadas por disulfuro de cabeza a cola y laterales. Además, se forman enlaces cruzados laterales.
Los estudios de inmunolocalización en tejidos fetales mostraron que la FBN1 se co-ensambla con otras moléculas de FBN1 para formar una microfibrilla homopolimérica o bien se co-ensambla con FBN2 en una microfibrilla heteropolimérica.
La FBN2 constituye el núcleo interno de las microfibrillas en la vida posnatal.

## Función
Las microfibrillas (MCF) sirven como andamio para el depósito y la modificación de la elastina durante la formación de fibras en los tejidos elásticos como pulmones, vasos sanguíneos, piel y ligamentos.
 En tejidos no elásticos como la córnea, el tendón, el pericondrio y el glomérulo renal, las MCF proporcionan resistencia a la tracción.
Las MCF le dan integridad de estructura a los sistemas orgánicos y están involucradas en el control de las vías de señalización celular a través del almacenamiento y activación de  los factores de crecimiento de la superfamilia TGF-β, incluidas las proteínas morfogénicas óseas (BMP) y factores de diferenciación del crecimiento (GDF).
 Además de TGF-β, las microfibrillas de fibrilina secuestran otros factores de crecimiento, incluidos BMP y GDF.
Las microfibrillas (MCF) a menudo tienen una segunda función, en muchas células el citoplasma (o partes de él) fluyen de un lugar a otro dentro de la célula. Este fenómeno se torna dramático en el caso de la formación de seudópodos en una ameba o en los glóbulos blancos, pero puede ocurrir también en muchas otras células. En los casos en los cuales se ha podido observar, aparece asociado con la presencia de microtúbulos.
Un caso especial de movimiento intracelular se presenta durante la distribución exacta de los cromosomas a las células hijas resultantes de la división celular. Cada cromosoma se mueve a su distinto final adherido a una microfibrilla larga. El conjunto completo de microfibrillas que participan en este proceso se denomina el huso acromático y puede verse en varias de las fotomicrografías de células en proceso de división.